# Kungälvs Simsällskap
Kungälvs Simsällskap, även Kungälv Sim, är en simklubb som bildades 1965 då man ville utveckla simningen i Kungälv. Vid bildandet fanns ingen simhall i Kungälv. 1971 öppnade man ett simbad belägen vid älven, delvis finansierad av Kungälvs kommun.
Efter simbadsbranden 1991, då gamla badhuset totalförstördes, blev det ett uppehåll på all verksamhet i fyra år innan man kunde flytta in på Oasen sim- och ishall där man befinner sig än idag. 
Från 1990-talet till 2016 drev man Utebadet Kungälv men på grund av höga driftkostnader och gammal utrustning lät man Kungälvs kommun och Kungälvs Handbollsklubb ta över driften.
Det var Kungälvs Simsällskap som, under ledning av dess grundare Knut Rosén, införde babysim i Sverige.

## Framgångsrika simmare
- Anna-Karin Lundin, tidigare Persson, Olympiska sommarspelen i Seoul 1988.[4]
  - 4x100m Medley, 11:e plats